# Al-Adil Zayn ad-Dîn Kitbugha al-Mansur
Pour les articles homonymes, voir Al-Mansur.
Ne pas confondre avec Ketboğa Noyan (général) mongol mort en 1260
Al-Adil Zayn ad-Dîn Kitbugha al-Mansur ou Kitbugha est le sultan mamelouk d'Égypte de 1295 à fin 1296.

## Biographie
En 1293, à la mort de Qala'ûn, son fils An-Nâsir Muhammad devient sultan à l'âge de neuf ans. Kitbugha est le vice-sultan et régent (naib) qui détient le pouvoir réel. Deux ans plus tard Kitbugha démet An-Nâsir Muhammad et prend le pouvoir. Kitbugha désigne Lajin comme naib.
Kitbugha est d'origine mongole, plus précisément d’origine oïrate selon Ibn Kathir. Il autorise les membres de la tribu mongole des Oïrats à pénétrer en Égypte, entre 10 000 et 18 000 soldats et leurs familles, ce qui pourrait donner un total de 50 000 à 100 000 oïrats. Contrairement à ce qu'avait fait Baybars lorsqu'il avait fait venir des turcs, Kitbugha ne contraint pas les nouveaux arrivants à se convertir à l'islam. Une famine décime alors la population qui voit là une manifestation de la colère divine contre celui qui a laissé des mécréants s'installer en Égypte. Le mécontentement est tel qu'en novembre 1296, Lajin peut démettre sans difficulté Kitbugha et prendre sa place. Kitbugha prend la fuite et se réfugie à Damas. Par la suite, Lajin lui attribue le commandement de la forteresse de Sarkhad.